# Alan James
Alan James (23 de março de 1890 – 30 de dezembro de 1952) foi um cineasta e roteirista estadunidense. Iniciou sua carreira no cinema mudo, dirigiu 79 filmes entre 1916 e 1943, além de escrever 62 roteiros entre 1916 e 1951. Pode ser lembrado por ter dirigido (juntamente com Ray Taylor) o primeiro filme sobre o personagem Dick Tracy para o cinema, o seriado em 15 capítulos Dick Tracy, para a Republic Pictures, em 1937.

## Biografia
Alvin James Neitz nasceu em Port Townsend, Washington. Começou a trabalhar na indústria cinematográfica em 1917, escrevendo e depois dirigindo filmes, usando inicialmente seu nome verdadeiro, Alvin J. Neitz.
O primeiro filme que dirigiu foi o curta-metragem The Trap, em 1916. Foi, também, o segundo roteiro que escreveu, sendo o primeiro The Good-for-Nothing Brat, também em 1916, ambos para a Centaur Film Company.
Além da Centaur Film, James costumeiramente trabalhava para pequenas produtoras da Poverty Row, como a Rocky Mountain Productions, Phil Goldstone Productions, H.T. Henderson, Approved Pictures, J. Charles Davis Productions, Sierra Pictures, Chesterfield Motion Pictures Corporation, Gotham Productions, K.B.S. Productions, Conn Pictures Corporation, entre outras. Na grande maioria dos filmes, era creditado como Alvin J. Neitz. Seus filmes eram geralmente westerns, seriados e filmes B, e dirigiu atores como Hoot Gibson, Tim McCoy, Charles Starrett, Ken Maynard, Wally Wales, Jack Perrin, Buffalo Bill Jr., Lane Chandler, Buck Jones e Jack Randall.
Na metade dos anos 1930, dirigiu alguns filmes para estúdios como a Republic Pictures, Columbia Pictures, Monograma e Universal Pictures, com seriados que fizeram sucesso, tais como Dick Tracy (1937), The Painted Stallion (1937) e S.O.S. Coast Guard (1942) para a Republic; Red Barry (1938), Flaming Frontiers (1938) e Scouts to the Rescue (1939) para a Universal.
The Law Rides Again, para a Monogram, em 1943, foi o último filme que dirigiu.
Entre os seus mais de 60 roteiros, estão filmes como Three Gold Coins, em 1920, com Tom Mix, o seriado The Mystery Box, em 1925, Outlaw Trail, em 1944, com Hoot Gibson e Bob Steele, e o seriado Manhunt of Mystery Island, em 1945, para a Republic Pictures. Seu último roteiro foi o western Silver Canyon, em 1951, para a Gene Autry Productions e estrelado por Gene Autry.
James morreu em Hollywood, Califórnia, em 1952.

## Família
Foi casado com Marguerite (“Myme”), com quem teve uma filha, Ann.
James é irmão da atriz Violet Knights.

## Filmografia parcial
- The Trap (1916)
- The Crow (1919)
- The Mystery Box (1925)
- Vanishing Millions (1926)
- The Painted Stallion (1937)
- Dick Tracy (1937)
- Flaming Frontiers (1938)
- Red Barry (1938)
- Scouts to the Rescue (1939)
- S.O.S. Coast Guard (1942)
- Wild Horse Stampede (1943)
- The Law Rides Again (1943)
- Manhunt of Mystery Island (1945) (roteiro)
- Silver Canyon (1951) (roteiro)